# Харрис, Отис
Отис Харрис (англ. Otis Harris; род. 30 июня 1982, Эдвардс, штат Миссисипи, США) — американский легкоатлет, специализировавшийся на спринтерском беге.
Олимпийский чемпион в эстафете 4×400 метров, серебряный призёр Олимпийских игр на дистанции 400 метров (2004).

## Результаты соревнований
Источник: профиль ИААФ.
| Год  | Соревнования          | Вид              | Место | Город  |
| ---- | --------------------- | ---------------- | ----- | ------ |
| 2004 | Олимпийские игры 2004 | 400 м            | 2     | Афины  |
| 2004 | Олимпийские игры 2004 | эстафета 4x400 м | 1     | Афины  |
| 2004 | Мировой финал 2004    | 400 м            | 3     | Монако |